# Morti nel 2003/Marzo
| Questa pagina contiene informazioni ricavate automaticamente dalle voci biografiche con l'ausilio del template Bio e di un bot. L'aggiornamento è periodico e automatico e ricostruisce completamente la pagina. Se manca una persona in questa lista, sei pregato di non aggiungerla, ma accertati piuttosto che la sua voce biografica contenga il template Bio e che i dati anagrafici siano correttamente compilati. Se il template Bio manca, inseriscilo tu stesso o, in alternativa, metti l'avviso {{tmp\|Bio}} che ne segnala la mancanza. Se i dati riportati sono sbagliati, correggi direttamente la voce biografica; le modifiche saranno visibili in questa lista entro pochi giorni. Per chiarimenti vedi il progetto biografie. La lista contiene solo le 145 persone che sono citate nell'enciclopedia e per le quali è stato implementato correttamente il template Bio. Pagina aggiornata al 18 lug 2025. |

- 1º marzo - Vittorio Brevi, pittore italiano (n. 1927)
- 1º marzo - Giorgio Chiesura, scrittore e magistrato italiano (n. 1921)
- 1º marzo - Franjo Glaser, calciatore e allenatore di calcio jugoslavo (n. 1913)
- 1º marzo - Anatolij Ėjngorn, pallavolista e allenatore di pallavolo sovietico (n. 1919)
- 2 marzo - Roger Albertsen, calciatore e allenatore di calcio norvegese (n. 1957)
- 2 marzo - Hank Ballard, cantautore statunitense (n. 1927)
- 2 marzo - Fred Freiberger, sceneggiatore e produttore televisivo statunitense (n. 1915)
- 2 marzo - Mario Galesi, terrorista italiano (n. 1966)
- 2 marzo - Delio Giacometti, politico e dirigente sportivo italiano (n. 1922)
- 2 marzo - Emanuele Petri, poliziotto italiano (n. 1955)
- 2 marzo - Albert Reuter, allenatore di calcio e calciatore lussemburghese (n. 1907)
- 3 marzo - Horst Buchholz, attore tedesco (n. 1933)
- 3 marzo - Claudio Cavallaro, compositore e cantante italiano (n. 1934)
- 3 marzo - Dick Garrard, lottatore australiano (n. 1911)
- 3 marzo - Luis Marden, fotografo, esploratore e regista statunitense (n. 1913)
- 3 marzo - Guido Anton Muss, scultore italiano (n. 1941)
- 3 marzo - Goffredo Petrassi, compositore italiano (n. 1904)
- 3 marzo - Saverio Terruso, pittore italiano (n. 1939)
- 4 marzo - Angelo Armella, politico italiano (n. 1924)
- 4 marzo - Celly Campello, cantante, conduttrice televisiva e conduttrice radiofonica brasiliana (n. 1942)
- 4 marzo - Sébastien Japrisot, scrittore, sceneggiatore e traduttore francese (n. 1931)
- 4 marzo - Lin Lanying, fisica e ingegnere cinese (n. 1918)
- 4 marzo - Fabio Pajella, tuffatore italiano (n. 1939)
- 5 marzo - Fedora Barbieri, mezzosoprano italiano (n. 1920)
- 5 marzo - Domenico De Giorgio, storico italiano (n. 1908)
- 5 marzo - Fausto Vigevani, politico e sindacalista italiano (n. 1939)
- 6 marzo - Maurizio Chiari, costumista e scenografo italiano (n. 1926)
- 6 marzo - Carlo Copello, aviatore e militare italiano (n. 1918)
- 6 marzo - Michele Magno, sindacalista e politico italiano (n. 1917)
- 6 marzo - Luděk Pachman, scacchista cecoslovacco (n. 1924)
- 6 marzo - Hannah Semer, giornalista israeliana (n. 1924)
- 7 marzo - Albino Cocco, regista e attore italiano (n. 1933)
- 7 marzo - Monica Hughes, scrittrice britannica (n. 1925)
- 8 marzo - Adam Faith, cantante e attore britannico (n. 1940)
- 8 marzo - Domenico Li Muli, scultore e pittore italiano (n. 1902)
- 8 marzo - Karen Morley, attrice statunitense (n. 1909)
- 8 marzo - Ibrahim al-Maqadma, guerrigliero palestinese (n. 1952)
- 9 marzo - José Manuel Blecua Teijeiro, filologo e critico letterario spagnolo (n. 1913)
- 9 marzo - Stan Brakhage, regista statunitense (n. 1933)
- 9 marzo - Dzidra Ritenberga, attrice e regista sovietica (n. 1928)
- 10 marzo - Víctor Alba, politico, giornalista e storico spagnolo (n. 1916)
- 10 marzo - Umberto Benedetto, regista teatrale italiano (n. 1915)
- 10 marzo - Geoffrey Kirk, filologo classico britannico (n. 1921)
- 10 marzo - Marina Ladynina, attrice sovietica (n. 1908)
- 10 marzo - Ugo Rapalo, direttore d'orchestra e compositore italiano (n. 1914)
- 10 marzo - Barry Sheene, pilota motociclistico britannico (n. 1950)
- 10 marzo - Fritz Spengler, pallamanista tedesco (n. 1908)
- 10 marzo - Naftali Temu, mezzofondista e maratoneta keniota (n. 1945)
- 10 marzo - Ottorino Volonterio, pilota automobilistico svizzero (n. 1917)
- 11 marzo - Severino Lavagnini, politico italiano (n. 1944)
- 12 marzo - Howard Fast, scrittore statunitense (n. 1914)
- 12 marzo - Andrej Kivilëv, ciclista su strada kazako (n. 1973)
- 12 marzo - Lynne Thigpen, attrice statunitense (n. 1948)
- 12 marzo - Zoran Đinđić, politico e filosofo serbo (n. 1952)
- 13 marzo - Ingo Buding, tennista tedesco (n. 1942)
- 13 marzo - Niels Bjørn Larsen, ballerino, direttore artistico e mimo danese (n. 1913)
- 13 marzo - Roberto Murolo, cantautore, chitarrista e attore italiano (n. 1912)
- 13 marzo - Gus Yatron, politico statunitense (n. 1927)
- 14 marzo - Ivan Rassimov, attore italiano (n. 1938)
- 15 marzo - John Andru, schermidore canadese (n. 1932)
- 15 marzo - Thora Hird, attrice e comica britannica (n. 1911)
- 15 marzo - Enzo Ianni, generale e aviatore italiano (n. 1914)
- 15 marzo - Enrique Parra, cestista cileno (n. 1925)
- 16 marzo - Eduardo Boza Masvidal, vescovo cattolico cubano (n. 1915)
- 16 marzo - Rachel Corrie, attivista statunitense (n. 1979)
- 16 marzo - Lars Passgård, attore svedese (n. 1941)
- 17 marzo - Evgenij Beljaev, fondista sovietico (n. 1954)
- 17 marzo - Menghino, pittore e scultore italiano (n. 1923)
- 17 marzo - Anna Mainardi Fava, politica italiana (n. 1933)
- 17 marzo - Rita Panasis, cestista canadese (n. 1922)
- 18 marzo - József Balla, lottatore ungherese (n. 1955)
- 18 marzo - Luigi Carello, calciatore italiano (n. 1928)
- 18 marzo - Eugene Louis D'Souza, arcivescovo cattolico indiano (n. 1917)
- 18 marzo - Eugenio Fuselli, architetto e urbanista italiano (n. 1903)
- 18 marzo - Karl Gorath, infermiere tedesco (n. 1912)
- 18 marzo - Bruno Bernard Heim, arcivescovo cattolico svizzero (n. 1911)
- 18 marzo - Karl Kling, pilota automobilistico tedesco (n. 1910)
- 18 marzo - Viktor Kratasjuk, canoista sovietico (n. 1949)
- 18 marzo - Karl Schuhmann, filosofo tedesco (n. 1941)
- 19 marzo - Piero Balbo, militare, partigiano e avvocato italiano (n. 1916)
- 19 marzo - Romeo Mancini, pittore e scultore italiano (n. 1917)
- 19 marzo - Lorenzo Pegoraro, produttore cinematografico italiano (n. 1907)
- 19 marzo - Primo Silvestri, politico italiano (n. 1913)
- 19 marzo - Rick Zumwalt, attore statunitense (n. 1951)
- 20 marzo - Erich Hänel, calciatore tedesco (n. 1915)
- 20 marzo - Alberto López, cestista e allenatore di pallacanestro argentino (n. 1926)
- 20 marzo - Ivan Magnani, fantino italiano (n. 1919)
- 21 marzo - Fernando Carcupino, pittore e illustratore italiano (n. 1922)
- 22 marzo - Milton George Henschel, predicatore statunitense (n. 1920)
- 22 marzo - Jakub Karpiński, sociologo, storico e politologo polacco (n. 1940)
- 22 marzo - Mario Mondello, diplomatico e ambasciatore italiano (n. 1914)
- 23 marzo - Newton Canegal, calciatore brasiliano (n. 1917)
- 23 marzo - Violet Cliff, pattinatrice artistica su ghiaccio britannica (n. 1916)
- 23 marzo - Laura Lombardo Radice, partigiana, politica e pacifista italiana (n. 1913)
- 23 marzo - Guglielmo Lusignoli, architetto e pittore italiano (n. 1920)
- 23 marzo - Vico Mossa, architetto e scrittore italiano (n. 1914)
- 23 marzo - Pier Luigi Romita, politico italiano (n. 1924)
- 24 marzo - Hans Hermann Groër, cardinale, arcivescovo cattolico e abate austriaco (n. 1919)
- 24 marzo - Viktor Fëdorovič Karpuchin, agente segreto sovietico (n. 1947)
- 24 marzo - Evgenij Klevcov, ciclista su strada sovietico (n. 1929)
- 24 marzo - Zdzisław Krzyszkowiak, siepista e mezzofondista polacco (n. 1929)
- 24 marzo - Del Loranger, cestista statunitense (n. 1920)
- 24 marzo - Renato Pierani, calciatore italiano (n. 1920)
- 24 marzo - Paolo Battino Vittorelli, giornalista, politico e scrittore italiano (n. 1915)
- 24 marzo - Brandi Wells, cantante statunitense (n. 1955)
- 25 marzo - Luciano Della Mea, attivista, partigiano e giornalista italiano (n. 1924)
- 25 marzo - Adam Osborne, editore e informatico inglese (n. 1939)
- 25 marzo - Michail Ryžak, pallanuotista sovietico (n. 1927)
- 26 marzo - Erland Erlandsen, attore tedesco (n. 1912)
- 26 marzo - Allen Lein, docente statunitense (n. 1913)
- 26 marzo - Daniel Patrick Moynihan, politico, sociologo e diplomatico statunitense (n. 1927)
- 26 marzo - Tauese Sunia, politico samoano americano (n. 1941)
- 26 marzo - Nino Vingelli, attore italiano (n. 1912)
- 27 marzo - Angelo Arpa, critico cinematografico, scrittore e gesuita italiano (n. 1909)
- 27 marzo - Edwin Carr, compositore neozelandese (n. 1926)
- 27 marzo - Daniel Ceccaldi, attore, scrittore e regista teatrale francese (n. 1927)
- 27 marzo - Fiorenzo Fiorentini, attore, sceneggiatore e compositore italiano (n. 1920)
- 27 marzo - Elio Vanara, calciatore italiano (n. 1944)
- 27 marzo - Paul Zindel, drammaturgo, scrittore e sceneggiatore statunitense (n. 1936)
- 28 marzo - Kadri Aytaç, allenatore di calcio e calciatore turco (n. 1931)
- 28 marzo - Robert Craddock, calciatore statunitense (n. 1923)
- 28 marzo - Ludwig Elsbett, inventore tedesco (n. 1913)
- 28 marzo - Aleksej Kuznecov, fondista sovietico (n. 1929)
- 28 marzo - Antonio Mantovani, serial killer italiano (n. 1957)
- 28 marzo - Vittorio Ruglioni, pittore italiano (n. 1936)
- 29 marzo - Keinosuke Enoeda, karateka e maestro di karate giapponese (n. 1935)
- 29 marzo - Kurt Gimmi, ciclista su strada e pistard svizzero (n. 1936)
- 29 marzo - Tadao Horie, calciatore giapponese (n. 1913)
- 29 marzo - Vladimir Karpovič Pikalov, generale sovietico (n. 1924)
- 29 marzo - Carl Ridd, cestista canadese (n. 1929)
- 29 marzo - Decio Scardaccione, economista e politico italiano (n. 1917)
- 29 marzo - Carlo Urbani, medico e microbiologo italiano (n. 1956)
- 30 marzo - Antonio Bolettieri, politico, scrittore e avvocato italiano (n. 1915)
- 30 marzo - Bruno Boni, canottiere italiano (n. 1915)
- 30 marzo - Felice Catalano di Melilli, diplomatico italiano (n. 1914)
- 30 marzo - Heidi Gutruf, attrice e soprano austriaca (n. 1943)
- 30 marzo - Michael Jeter, attore statunitense (n. 1952)
- 30 marzo - Valentin Sergeevič Pavlov, politico sovietico (n. 1937)
- 30 marzo - Patricia Vinnicombe, archeologa e artista sudafricana (n. 1932)
- 31 marzo - George Connor, giocatore di football americano statunitense (n. 1925)
- 31 marzo - Harold Coxeter, matematico inglese (n. 1907)
- 31 marzo - Alberto Farassino, critico cinematografico e saggista italiano (n. 1944)
- 31 marzo - Anne Gwynne, attrice statunitense (n. 1918)
- 31 marzo - Tommy Seebach, cantautore danese (n. 1949)
- 31 marzo - Federigo Sicuteri, medico italiano (n. 1923)